# Havajská republika
Havajská republika byl stát rozkládající se na Havajských ostrovech mezi lety 1894–1898. Kromě stávajícího státu Havaj zahrnovala Havajská republika i Palmyru.

## Vznik
V roce 1893 bylo Havajské království svrženo invazí zahraničních sil, spojených zejména s americkými plantážníky na ostrovech a tvořených primárně armádou Spojených států. Původně byla plánována revoluce na Havaji, která měla rovnou vést k anexi ostrovů Spojenými státy, jenže zastánce anexe, prezident Spojených států Benjamin Harrison prohrál volby v roce 1893 a místo něj nastoupil antiimperialistický Grover Cleveland, který okamžitě po svém nástupu do úřadu začal aktivně pracovat proti anexi. Ratifikace smlouvy o anexi byla v době Clevelandova zvolení již projednávána v Kogresem Spojených států, ale prezident po osobním apelu princezny Victorie Kaiulani, jednající v zastoupení své svržené a uvězněné tety, havajské královny Liliuokalani, proces ratifikace zastavil a nařídil vyšetřování.
Cleveland se postupně začal veřejně i neveřejně snažit o obnovu havajské monarchie, což vyděsilo revoluční prozatímní vládu, která si zároveň uvědomila, že minimálně do skončení Clevelandova funkčního období k žádné anexi Spojenými státy nedojde. Na 30. května 1894 bylo prozatímní vládou svoláno Ústavodárné shromáždění, které vypracovalo havajskou ústavu. 4. července 1894 byla vyhlášena Havajská republika.

## Wilcoxovo povstání 1895
Robert William Wilcox byl domorodý Havajčan, voják a politik, který v roce 1895 vedl pokus havajských royalistů a vlastenců o znovunastolení havajské monarchie. Wilcoxova skupina dostala materiální podporu z USA, zejména ze San Francisca. Povstání ale ztroskotalo kvůli předčasné potyčce s policií v Honolulu, po kterém následovala jen drobná střetnutí, a většina povstalců byla pozatýkána.

## Rozpuštění republiky a anexe Spojenými státy

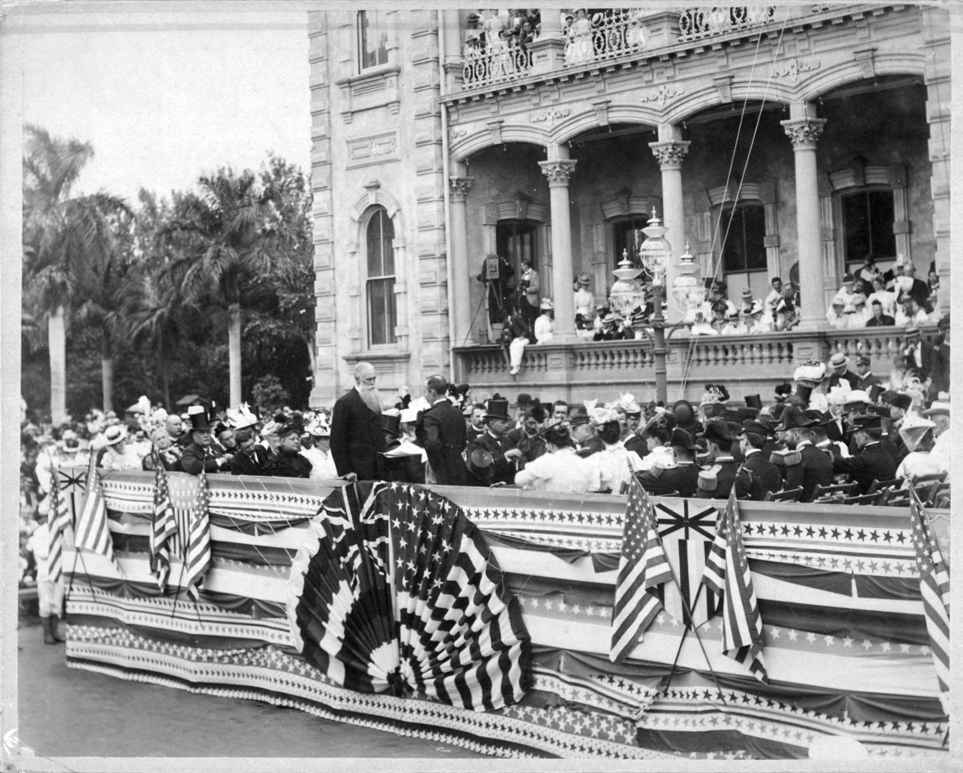
Inaugurace Sanforda Dolea prvním guvernérem Havajského teritoria v roce 1898

V roce 1897 demokrat Grover Cleveland neobhájil svůj mandát v prezidentských volbách a do úřadu nastoupil republikán William McKinley. Následně Havajská republika ze své strany okamžitě reiniciovala jednání o připojení ke Spojeným státům, která trvala až do léta 1898. V roce 1898 již projevovaly zájem o anexi ostrovů také Spojené království, Japonsko a Francie, navíc od dubna 1898 probíhala Španělsko-americká válka. 16. června 1898 byla podepsána nová smlouva o anexi. Senát Spojených států se ale zdráhal smlouvu ratifikovat, zejména i v důsledku protestní petice podepsané 38 000 havajskými obyvateli. Situace byla vyřešena Newlandsovou rezolucí, společnou rezolucí schválenou 4. července 1898 Senátem Spojených států v poměru 41:21 a Sněmovnou reprezentantů v poměru 209:91 a podepsanou prezidentem McKinleym 7. července 1898. Samotný akt začlenění Havaje do Spojených států proběhl vztyčením jejich vlajky nad královským palácem Iolani 12. srpna 1898.